# Beverley Knight
Beverley Anne Smith (nacida el 22 de marzo de 1973) es una cantante británica de soul y R&B, aclamada por la crítica, cuyo álbum de debut fue lanzado en 1995. Influenciada por grandes intérpretes de soul, como Sam Cooke y Aretha Franklin, Knight fue fichada por Parlophone Records y ha editado siete álbumes de estudio hasta la fecha. Considerada como una de las mejores intérpretes británicas de soul [cita requerida], Knight es principalmente conocida por sus sencillos "Greatest Day", "Shoulda Woulda Coulda" y "Come As You Are".
Es embajadora de diversas causas como campañas de la lucha contra el sida, como Christian Aid y el Terrence Higgins Trust, y en 2006 fue nombrada miembro de la Orden del Imperio Británico por la reina Isabel II por sus contribuciones creativas y caritativas.

## Biografía
Sus padres son originarios de Jamaica, y asistió a Woodfield Infant, escuela júnior y la secundaria en Wolverhampton. Fue formándose en un entorno pentecostal estricto, cantando en el coro de la iglesia durante su adolescencia. Crecida en un ambiente direccionado a la música góspel y con prohibición expresa de escuchar músicas similares seculares, aun así se las arregló para descubrir a artistas tales como Sam Cooke y Aretha Franklin, comenzando a escribir sus propias canciones a los 13 años. Cuando tenía 17 se presentaba en clubs locales y cantaba canciones publicitarias para una estación de radio local; esas actividades le llevaron a recibir su primera oferta para grabar un disco, pero ella declinó para dedicarse a estudiar teología y filosofía en la universidad de Wolverhampton.
A finales de 1994, Knight firmó con el sello independiente Dome, uniéndose al equipo de producción londinense 2BE3 para editar su álbum debut The B-Funk. Supo recolectar críticas positivas por su fidelidad a la producción de la vieja escuela y sus sensibilidades. El disco ganó diversos premios de medios y crítica, pero su rendimiento comercial no fue el esperado. El sencillo "Flavour to the Old School" consiguió ingresar en el Top 40 británico, precediendo una reedición del álbum en 1996, aunque poco después Knight rompió su relación con Dome por diferencias creativas, firmando con Parlophone, subsidiaria de EMI, donde grabó Prodigal Sista en el verano de 1998. El disco generó cinco éxitos en la lista de sencillos del Reino Unido, entre los que destacan "Greatest Day" y "Made it Back", una colaboración con el rapero estadounidense Redman, obteniendo el premio al Mejor Disco en los premio MOBO.
Los éxitos "Get Up!" y "Shoulda Woulda Coulda" anticiparon en 2002 el lanzamiento del tercer álbum de Knight Who I Am, que se colocó entre los 10 primeros siendo certificado con el disco de oro y nominado a un premio Mercury, siendo el disco más personal hasta la fecha. A continuación trabajó con los productores Guy Chambers y John Vitesse para su álbum de 2004 Affirmation, que ofreció un sonido pulido y apto para todo el mundo que no llenó las expectativas a gran parte de su audiencia urbana. Aun así, el disco fue el más vendido de Knight, conteniendo los éxitos "Not Too Late For Love" y "Keep This Fire Burning". Affirmation estuvo inspirado por su relación platónica con su camarada cantante de soul Tyrone Jamison, también presentador del programa de la BBC “The Gay Show” y quién falleció en 2003 como consecuencia del sida.
Knight se hizo embajadora de diversas causas como campañas de la lucha contra el sida, Christian Aid y el Terrence Higgins Trust, y en 2006 fue nombrada Miembro de la Orden del Imperio Británico por la reina Isabel II por sus contribuciones creativas y caritativas.
Ese mismo año, coprotagonizó el espacio musical Just The Two of Us para la BBC1 y publicó la retrospectiva  Voice – The Best of Beverley Knight, que colocó la versión "Piece of My Heart" (original de Erma Franklin y popularizada por Janis Joplin) en el número 16 de la lista del Reino Unido. También incluyó una versión góspel en directo de "Angels". La canción, original de Robbie Williams, fue la que interpretó en directo en la BBC Radio 2 con el músico Guy Chambers.
En octubre de 2006, Knight grabó su quinto álbum de estudio, Music City Soul, en Nashville. Terminado en menos de cinco días, el álbum fue lanzado el 7 de mayo de 2007 y cuenta con colaboraciones de músicos como Ronnie Wood y Scotty Moore. Este álbum generó tres sencillos, "No Man's Land", "After You", y "The Queen of Starting Over". Esto significó su último álbum para el sello Parlophone.
El 23 de marzo de 2009 anunció la creación de su propia discográfica, Hurricane Records, y en él lanzó su sexto álbum titulado 100% en septiembre de ese mismo año. Su primer sencillo "Beautiful Night", coescrito con Amanda Ghost y producido por The Rural. El segundo sencillo "In Your Shoes" contó con una versión radial remezclada por el rapero Chipmunk.
En 2010, hizo algunas apariciones como panelista en el programa de espectáculos Loose Women.
En julio de 2011 lanza su séptimo álbum Soul UK y el segundo para su propia discográfica, Hurricane Records. En él reinterpretó una  selección de 13 canciones de la escena soul británica que abarca los últimos treinta años. Incluye versiones de Soul II Soul, Jamiroquai, Lewis Taylor, Loose Ends, Young Disciples, Roachford y George Michael entre otros.

## Discografía

### Álbumes
En estudio
- The B-Funk (1995)
- Prodigal Sista (1998)
- Who I Am (2002)
- Affirmation (2004)
- Music City Soul (2007)
- 100% (2009)
- Soul UK (2011)

Compilaciones
- Voice: The Best Of Beverley Knight (2006)
- The Collection (2009)

### Sencillos
| Año  | Título                                    | Mejor posición en listas | Mejor posición en listas | Mejor posición en listas | Álbum                               |
| Año  | Título                                    | R.U.                     | FRA                      | ALE                      | Álbum                               |
| ---- | ----------------------------------------- | ------------------------ | ------------------------ | ------------------------ | ----------------------------------- |
| 1995 | «Flavour of the Old School»               | 33                       | 40                       | —                        | The B-Funk                          |
| 1995 | «Down for the One»                        | 55                       | —                        | —                        | The B-Funk                          |
| 1996 | «Moving On Up (On the Right Side)»        | 43                       | —                        | —                        | The B-Funk                          |
| 1996 | «Mutual Feeling»                          | 124                      | —                        | —                        | The B-Funk                          |
| 1996 | «Cast All Your Cares»                     | —                        | —                        | —                        | The B-Funk                          |
| 1998 | «Made It Back» (con Redman)               | 21                       | —                        | —                        | Prodigal Sista                      |
| 1998 | «Rewind (Find a Way)»                     | 40                       | —                        | —                        | Prodigal Sista                      |
| 1999 | «Made It Back 99» (con Redman)            | 19                       | 34                       | —                        | Prodigal Sista                      |
| 1999 | «Greatest Day»                            | 14                       | —                        | —                        | Prodigal Sista                      |
| 1999 | «Sista Sista»                             | 31                       | 46                       | —                        | Prodigal Sista                      |
| 2001 | «Get Up!»                                 | 17                       | 72                       | 72                       | Who I Am                            |
| 2002 | «Shoulda Woulda Coulda»                   | 10                       | —                        | —                        | Who I Am                            |
| 2002 | «Gold»                                    | 27                       | —                        | —                        | Who I Am                            |
| 2003 | «Shape of You (Reshaped)» (con Hollywood) | —                        | —                        | —                        | Who I Am                            |
| 2004 | «Come as You Are»                         | 9                        | —                        | 100                      | Affirmation                         |
| 2004 | «Not Too Late for Love»                   | 31                       | —                        | —                        | Affirmation                         |
| 2005 | «Keep This Fire Burning»                  | 16                       | —                        | 94                       | Affirmation                         |
| 2006 | «Piece of My Heart»                       | 16                       | —                        | —                        | Voice - The Best of Beverley Knight |
| 2007 | «No Man's Land»                           | 43                       | —                        | —                        | Music City Soul                     |
| 2007 | «After You»                               | 131                      | —                        | —                        | Music City Soul                     |
| 2007 | «The Queen of Starting Over»              | —                        | —                        | —                        | Music City Soul                     |
| 2009 | «Every Step»                              | —                        | —                        | —                        | 100%                                |
| 2009 | «Beautiful Night»                         | 96                       | —                        | —                        | 100%                                |
| 2009 | «In Your Shoes» (con Chipmunk)            | —                        | —                        | —                        | 100%                                |
| 2010 | «Soul Survivor» (con Chaka Khan)          | 183                      | —                        | —                        | 100%                                |
| 2011 | «Mama Used to Say»                        | —                        | —                        | —                        | Soul UK                             |
| 2011 | «Cuddly Toy»                              | —                        | —                        | —                        | Soul UK                             |
| 2011 | «One More Try»                            | —                        | —                        | —                        | Soul UK                             |
| 2012 | «Round and Around»                        | —                        | —                        | —                        | Soul UK                             |

### Colaboraciones
| Año  | Artista                                | Canción                                                 | Álbum                                                                   |
| ---- | -------------------------------------- | ------------------------------------------------------- | ----------------------------------------------------------------------- |
| 1998 | MOBO Allstars                          | «Ain't No Stopping Us Now»                              | Sencillo de caridad (interpretado por los nominados a los MOBO en 1998) |
| 2000 | Courtney Pine                          | «Hard Times»                                            | Back In The Day                                                         |
| 2001 | Jamiroquai                             | «Main Vein»                                             | A Funk Odyssey                                                          |
| 2001 | Jamiroquai                             | «Love Foolosophy» (como corista)                        | A Funk Odyssey                                                          |
| 2002 | Jools Holland                          | «A Change Is Gonna Come» (cover de Sam Cooke)           | Small World Big Band Volume II.                                         |
| 2002 | Sinclair                               | «Maybe Love»                                            | Banda sonora de Mon Idole                                               |
| 2002 | Sinclair                               | «First Time For You»                                    | Banda sonora de Mon Idole                                               |
| 2003 | Beverley Knight                        | «Love's In Need Of Love Today» (cover de Stevie Wonder) | Hope                                                                    |
| 2004 | Band Aid 20                            | «Do They Know It's Christmas?»                          | Sencillo de caridad                                                     |
| 2005 | Roni Size                              | «No More» (con Dynamite MC)                             | Return To V                                                             |
| 2005 | Jools Holland                          | «Where In The World»                                    | Swinging the Blues, Dancing the Ska                                     |
| 2006 | Aphrodite                              | «Sometimes»                                             | Overdrive                                                               |
| 2006 | Kool & the Gang                        | «Steppin' Out»                                          | Kool & The Gang With Friends                                            |
| 2008 | Ali Campbell                           | «Running Free»                                          | Running Free                                                            |
| 2008 | Seamus Haji & Paul Emanuel             | «The Pressure» (con Bryan Chambers)                     | Big Love                                                                |
| 2008 | Prince                                 | «Rock Steady»                                           | Indigo Nights / Live Sessions                                           |
| 2009 | Seven                                  | «JAIL»                                                  | Like a Rocket                                                           |
| 2012 | Mamas Gun                              | «Only One»                                              | The Life and Soul                                                       |
| 2012 | The Justice Collective                 | «He Ain't Heavy, He's My Brother»                       | Sencillo de caridad                                                     |
| 2013 | NERVO & Ivan Gough con Beverley Knight | «Not Taking This No More»                               |                                                                         |
| 2014 | Bimbo Jones                            | «I Found Out»                                           |                                                                         |